# Bassaricyon gabbii
El olingo de cola tupida (Bassaricyon gabbii) es una especie de mamífero carnívoro perteneciente a la familia Procyonidae. Se distribuye en América Central, desde Costa Rica hasta el occidente de Panamá. A lo largo de su rango recibe diferentes nombres: chosna, pericote, cuataquil, cuchumbi, lingo, martilla, olingo de occidente.

## Hábitat
Bassaricyon gabbii habita en los bosques perennifolios y en las márgenes de los bosques. Prefiere el dosel superior del bosque y raramente se le ve en el suelo. Se encuentra desde el nivel del mar hasta los 2.000 m s. n. m., preferentemente entre los 1.000 y 1.700 m de altitud.

## Características
Tiene color marrón grisáceo, más obscuro en el centro de la espalda. La parte inferior es de color más cremoso. Las orejas son cortas y redondeadas y la cola es larga, tupida y no prensil. Las patas son cortas y tienen garras también cortas. Pesa normalmente de 1,2 a 1,4 kg, la longitud promedio del cuerpo es de 428 mm, con una cola de 380 a 480 mm. En la cola se le observan bandas tenues; tiene orejas pequeñas redondeadas y una cabeza aplanada.
La reproducción en las especies no es estacional. La gestación se prolonga por espacio de 73 a 74 días y paren una sola cría. Las crías son altriciales como la mayoría de los carnívoros. Al nacer pesan alrededor de 55 gramos. Aproximadamente a los 27 días de edad, los jóvenes abren los ojos. Pueden consumir alimentos sólidos hasta los 2 meses de edad. La madurez sexual la alcanzan entre los 21 y 24 meses.
El olingo de cola tupida se alimenta de frutas, néctar, flores, insectos y vertebrados pequeños. Es un animal principalmente frugivoro y prefiere alimentarse en árboles frutales. Sin embargo, en cautiverio se ha reportado que consume más carne que la especie Potos flavus, y caza activamente animales de sangre caliente.

### Subespecies
La comparación morfológica de especímenes del género Bassaricyon y el análisis de su ADN permite afirmar que el olingo de Harris (Bassaricyon lasius) y el olingo de Chiriquí (Bassaricyon pauli) son subespecies de B. gabbii, denominadas, respectivamente  Bassaricyon gabbii lasius y Bassaricyon gabbii pauli.
El olingo de Harris (B. g. lasius) se encuentra en la Cordillera Central de Costa Rica. Debido a la incertidumbre en su clasificación taxonómica aparece catalogado en la Lista Roja de la UICN como especie con datos insuficientes.
El olingo de Chiriquí (B. g. pauli) solamente es conocido en la provincia de Chiriquí al occidente de Panamá.

## Amenazas y conservación
Los predadores de la especie son las serpientes y felinos grandes como el jaguar (Panthera onca). Se sabe que en algunas áreas los humanos los matan pero no se alimentan de ellos; por ejemplo, los nativos de la Amazonía lo consideran peligroso y los eliminan cuando los ven. En 2008, la especie fue catalogada dentro de la Lista Roja de la UICN como especie con preocupación menor, debido a su amplio rango de distribución y su presencia en numerosas áreas protegidas. La deforestación amenaza algunas poblaciones, sin embargo, la especie no ha declinado lo suficiente para ser considerada como amenazada.